# Thiago Sales
Thiago Guimarães Sales, mais conhecido como Thiago Sales (Rio de Janeiro, 7 de maio de 1987), é um futebolista brasileiro que atua como zagueiro. Atualmente está no Resende.

## Carreira

### Flamengo
Formado nas divisões de base do Flamengo, Thiago Sales estreou na equipe principal, em um momento crítico da disputa do Campeonato Brasileiro de 2007. Contudo, acostumado a desafios, Thiago Sales não decepcionou ao técnico Joel Santana, que o lançara na equipe. Mostrando-se tranquilo, em sua partida de estreia, ele, inclusive, fez um gol. Em 2008, ainda como um dos zagueiros reservas do Flamengo, Thiago Sales continuou sendo uma aposta do clube para o futuro. Sua melhor partida foi contra o Americano pelo campeonato carioca de futebol de 2008 numa partida de 3x1 para o Flamengo, onde Thiago Sales marcou 2 Gols.
Em maio de 2009, pouco aproveitado, chegou a ter um empréstimo ao Coritiba confirmado pelo gerente de futebol Isaías Tinoco, no entanto, o clube alviverde voltou atrás e descartou a transferência de Thiago Sales.

### Apollon Limassol
Em junho de 2009, o Flamengo acertou o empréstimo de Thiago Sales por um ano com um clube do Chipre, o Apollon Limassol.

### Fluminense
Em junho de 2010, Thiago Sales voltou ao Flamengo e após o termino do seu contrato em setembro acertou sua ida para o Fluminense por dois anos.

### Avaí
Em julho, sem ter tido nenhuma oportunidade no Fluminense, Thiago Sales se transferiu para o Avaí. No clube catarinense, acabou atuando em apenas uma partida e, ao fim da temporada, entrou em um acordo com o clube e rescindiu o seu contrato.

### Retorno ao Apollon Limassol
Para a temporada de 2012, acertou a sua volta ao Apollon Limassol do Chipre.

### Resende
Em 2013, retornou ao Brasil, para defender o Resende.

### Caxias
Chegou em 2018 ao Caxias, rapidamente se tornando referência técnica e de liderança. Em 2022, no amistoso diante do Ypiranga, Sales completou 100 jogos com a camisa grená.

## Titulos
Flamengo
- Campeonato Carioca Sub-20: 2005, 2006 e 2007
- Copa Record: 2005
- Torneio Octávio Pinto Guimarães: 2006
- Taça Guanabara: 2007 e 2008
- Campeonato Carioca: 2007, 2008 e 2009
- Troféu 100 anos Souza Aguiar: 2007
- Taça Rio: Taça Rio de 2009
- Campeonato Brasileiro: 2009

Apollon Limassol
- Copa do Chipre: 2010

Fluminense
- Campeonato Brasileiro: 2010

Caxias
- Taça Coronel Ewaldo Poeta: 2020